# Katholieke Kerk in Frankrijk

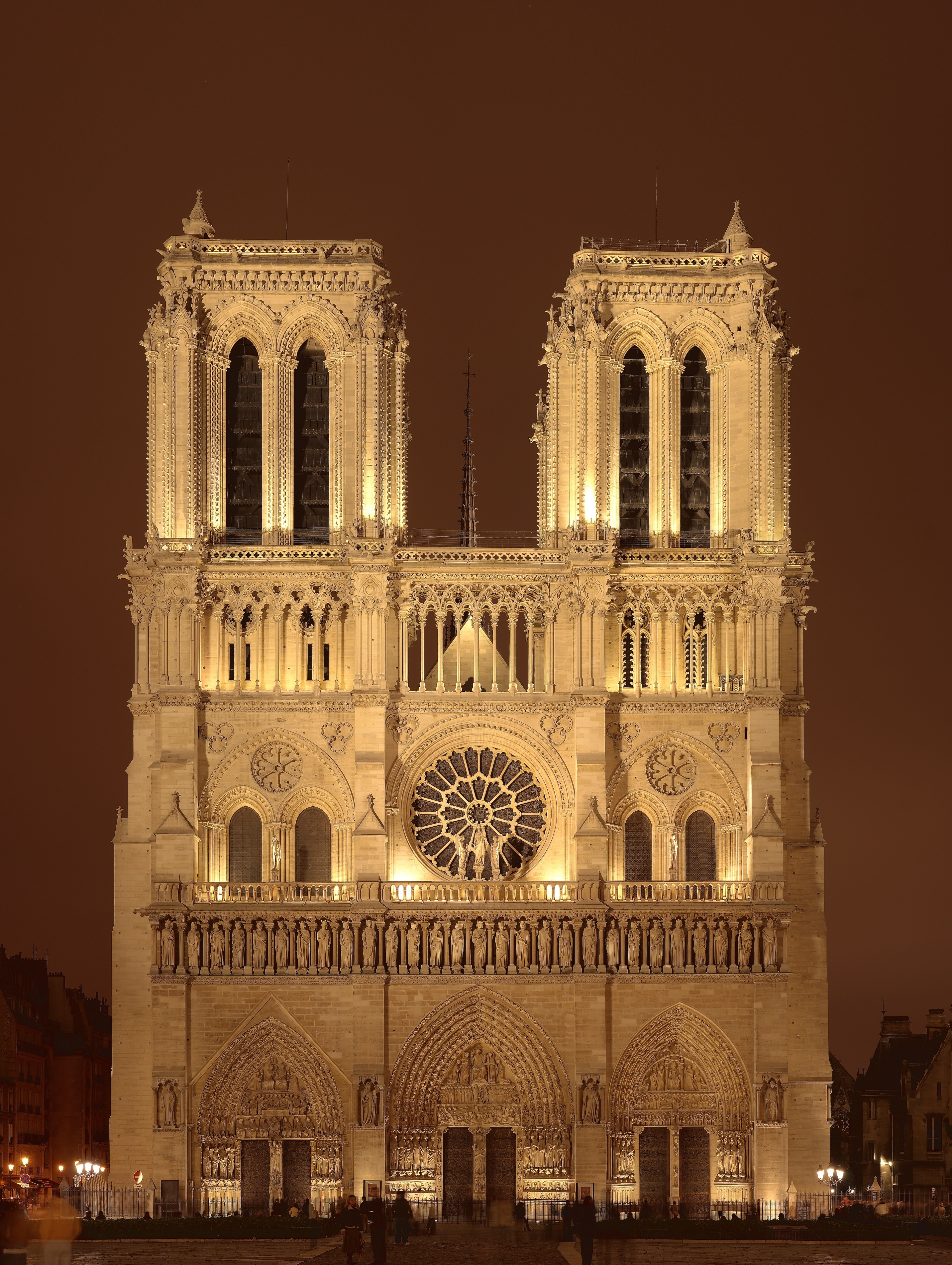
Westgevel van de Notre-Dame van Parijs

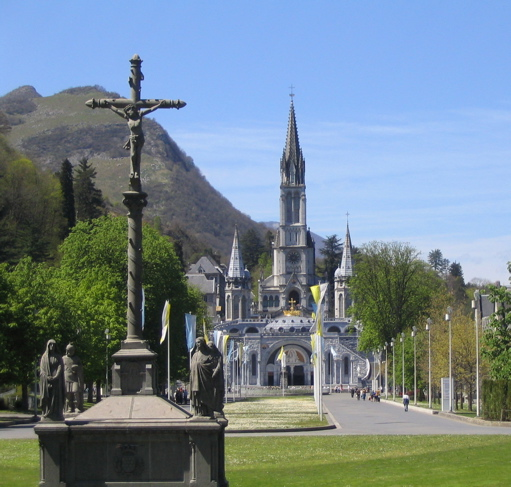
Heiligdom van Onze-Lieve-Vrouw van Lourdes

De Katholieke Kerk in Frankrijk is een onderdeel van de wereldwijde Katholieke Kerk onder het leiderschap van de paus en de curie.

## Historie
Frankrijk wordt weleens "de oudste dochter van de Kerk" genoemd. De aartsbisschop van Lyon krijgt van oudsher de titel van Primaat van de Galliërs. Éric de Moulins-Beaufort, de aartsbisschop van Reims, is de voorzitter van de Franse Bisschoppenconferentie. Laurent Ulrich is de huidige aartsbisschop van de hoofdstad Parijs. Apostolisch nuntius voor Frankrijk is sinds 11 januari 2020 aartsbisschop Celestino Migliore.
De belangrijkste kathedraal is de Onze-Lieve-Vrouwekathedraal van Parijs. Door de eeuwen heen werden nog tal van schitterende kerken gebouwd, waaronder de Kathedraal van Chartres, de Kathedraal van Reims, de Sacré-Cœur in Parijs en de Notre-Dame van Amiens. Frankrijk bracht ook vele heiligen voort, waaronder Theresia van Lisieux, Ireneüs van Lyon, de pastoor van Ars, Bernardus van Clairvaux en Lodewijk IX de Heilige.
De Kerk heeft in de loop van de Franse geschiedenis een grote stempel gedrukt op de gezondheidszorg, het onderwijs, de pers, uitgeverijen en vakbonden.
De befaamde Abdij van Cluny die in 909 of 910 gesticht was door Willem I van Aquitanië, bijgenaamd Willem de Vrome, had in de middeleeuwen een zeer grote invloed op het religieuze, politieke en artistieke leven in West-Europa. Een van de dochterkloosters van Cîteaux was de abdij van Clairvaux, waar de monniken onder hun abt Bernardus van Clairvaux (1090 -1153) terugkeerden naar de oorspronkelijke zuiverheid van het benedictijnerideaal: het ora et labora. De cisterciënzers worden dan ook soms bernardijnen genoemd, en de cisterciënzerinnen bernardinnen. Afgescheiden van de cisterciënzers zijn de trappisten (Ordo Cisterciensis Strictioris Observantiae), afgeleid van de Abdij Notre-Dame de la Grande Trappe in La Trappe waar de toenmalige commanditaire abt Armand Jean le Bouthillier de Rancé in 1664 een strenge naleving van de regel voorstond, en vormen een zelfstandige orde binnen de benedictijner familie.
Rond 1650 kreeg de Kerk in Frankrijk intern te kampen met het jansenisme. Na de herroeping van het Edict van Nantes in 1685 door Lodewijk XIV werd het katholicisme staatsgodsdienst. Vanaf de 18e eeuw kreeg de Kerk te kampen met een toenemende mate van antiklerikalisme tijdens de Verlichting, de Franse Revolutie en vanaf 1880 in de Derde Republiek.
In de 19e eeuw stond het ultramontanisme tegenover het gallicanisme dat vooral in Frankrijk veel aanhangers had en dat streefde naar een zekere onafhankelijkheid van de Kerk op nationaal niveau ten opzichte van Rome. Het Concordaat van 1801 betekende het einde van het gallicanisme.
Sinds de Wet op de scheiding van kerk en staat van 1905 heeft de staat geen enkele bemoeienis meer met de hiërarchie van de Kerk in Frankrijk.
In het bisdom Tarbes-Lourdes bevindt zich Lourdes, een van de belangrijkste bedevaartsoorden in de Katholieke Kerk.
De grote meerderheid van de Franse bevolking is katholiek. Daar waar in 1968 89 % van de bevolking katholiek was, noemde in 2003 een goede 60 % van de Fransen zich katholiek. Het aantal priesterroepingen en katholieke huwelijken zijn de laatste decennia sterk verminderd.
In 2021 legde een commissie geleid door Jean-Marc Sauvé haar rapport neer inzake het seksueel misbruik van minderjarigen in de Franse Kerk. Sinds de jaren 1950 zouden er naar schatting 216.000 minderjarigen slachtoffer van misbruik door een geestelijke zijn geworden, met een hoogtepunt in de jaren 1960 en 1970. Ongeveer 3.000 priesters zouden zich bezondigd hebben aan misbruik van minderjarigen en de kerkelijke overheid  faalde in haar beleid ten opzichte van daders en slachtoffers.

## Bisdommen
De Franse bisdommen kwamen voort uit de Gallo-Romeinse civitates. Dit had tot gevolg dat het zuiden van Frankrijk, dat sterk geromaniseerd was, veel bisdommen kende, die vaak relatief klein waren. In het centrum en het noorden van Frankrijk ontstonden zo grote bisdommen. Hier kwam verandering in na de Franse Revolutie. De Constitution civile du clergé bracht het aantal bisdommen terug van 136 naar 83. Dit aantal kwam overeen met het aantal departementen. Hiervoor werden 61 bisdommen afgeschaft en 8 nieuwe bisdommen opgericht. Na het Concordaat van 1801 telde Frankrijk nog maar 50 bisdommen. Tijdens de Restauratie werden nieuwe bisdommen opgericht, met als streefdoel de bisdommen te laten samenvallen met de departementen. Dit is echter niet altijd het geval.
Kerkprovincie Besançon:

Kaart van Frankrijk met de bisdommen en aartsbisdommen (vetgedrukt)

- Aartsbisdom Besançon, Bisdom Belfort-Montbéliard, Bisdom Nancy, Bisdom Saint-Claude, Bisdom Saint-Die, Bisdom Verdun.

Kerkprovincie Bordeaux:
- Aartsbisdom Bordeaux, Bisdom Agen, Bisdom Aire en Dax, Bisdom Bayonne, Bisdom Périgueux.

Kerkprovincie Clermont:
- Aartsbisdom Clermont, Bisdom Le Puy-en-Velay, Bisdom Moulins, Bisdom Saint-Flour.

Kerkprovincie Dijon:
- Aartsbisdom Dijon, Bisdom Autun, Bisdom Nevers, Bisdom Sens-Auxerre, Prelatuur Mission de France Pontigny.

Kerkprovincie Lyon-Chambéry:
- Aartsbisdom Lyon, Bisdom Annecy, Bisdom Belley-Ars, Aartsbisdom Chambéry, Bisdom Grenoble, Bisdom Saint-Étienne, Bisdom Valence, Bisdom Viviers.

Kerkprovincie Marseille:
- Aartsbisdom Marseille, Aartsbisdom Aix, Bisdom Ajaccio, Aartsbisdom Avignon, Bisdom Digne, Bisdom Fréjus-Toulon, Bisdom Gap, Bisdom Nice.

Kerkprovincie Montpellier:
- Aartsbisdom Montpellier, Bisdom Carcassonne en Narbonne, Bisdom Mende, Bisdom Nîmes, Bisdom Perpignan-Elne.

Kerkprovincie Parijs:
- Aartsbisdom Parijs, Bisdom Créteil, Bisdom Évry-Corbeil-Essonnes, Bisdom Meaux, Bisdom Nanterre, Bisdom Pontoise, Bisdom Saint-Denis, Bisdom Versailles.

Kerkprovincie Poitiers:
- Aartsbisdom Poitiers, Bisdom Angoulême, Bisdom La Rochelle, Bisdom Limoges, Bisdom Tulle.

Kerkprovincie Reims:
- Aartsbisdom Reims, Bisdom Amiens, Bisdom Beauvais, Bisdom Châlons, Bisdom Langres, Bisdom Soissons, Bisdom Troyes.

Kerkprovincie Rijsel:
- Aartsbisdom Rijsel, Bisdom Atrecht, Aartsbisdom Kamerijk

Kerkprovincie Rennes:
- Aartsbisdom Rennes, Bisdom Angers, Bisdom Laval, Bisdom Le Mans, Bisdom Luçon, Bisdom Nantes, Bisdom Quimper, Bisdom Saint-Brieuc, Bisdom Vannes.

Kerkprovincie Rouen:
- Aartsbisdom Rouen, Bisdom Bayeux-Lisieux, Bisdom Coutances, Bisdom Evreux, Bisdom Le Havre, Bisdom Sées.

Kerkprovincie Toulouse:
- Aartsbisdom Toulouse, Aartsbisdom Albi, Aartsbisdom Auch, Bisdom Cahors, Bisdom Montauban, Bisdom Pamiers, Bisdom Rodez, Bisdom Tarbes & Lourdes.

Kerkprovincie Tours:
- Aartsbisdom Tours, Bisdom Blois, Aartsbisdom Bourges, Bisdom Chartres, Bisdom Orléans.

Immediata:
- Aartsbisdom Straatsburg, Bisdom Metz, Bisdom Saint-Denis-de-La Réunion (Réunion), Apostolisch vicariaat Iles Saint-Pierre et Miquelon (Saint-Pierre en Miquelon), ordinariaat voor gelovigen van Oosters-katholieke kerken, Militair ordinariaat.